# Antillopsyche oliveri
Antillopsyche oliveri là một loài Trichoptera hóa thạch trong họ Dipseudopsidae.